# Pierre Huyskens

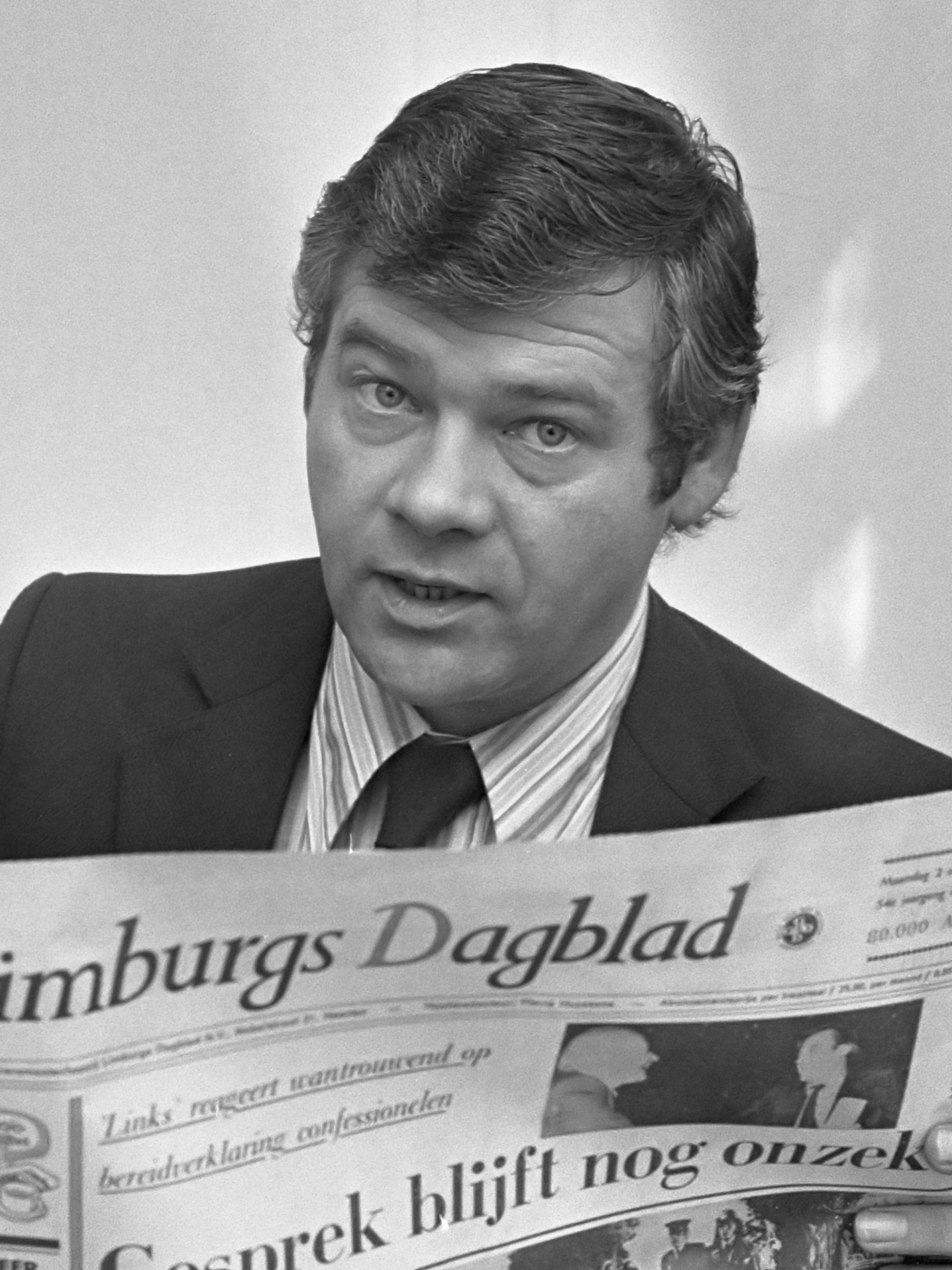
Pierre Huyskens (1972)

Pierre Huyskens (Wessem, 2 september 1931 – Roermond, 19 november 2008) was een Nederlands journalist en schrijver.
In zijn journalistieke leven was hij werkzaam bij Televizier en in 1972 was hij hoofdredacteur van het Limburgs Dagblad. In 1975 ging hij naar Elsevier waar hij het bracht tot adjunct-hoofdredacteur. Als verwoed sportliefhebber en volger van de Ronde van Frankrijk schreef hij columns in de Volkskrant onder het pseudoniem Omnium. Voor De Tijd schreef hij columns onder het pseudoniem Olympus. Ook had hij jarenlang een column in het AVRO-radioprogramma "Kom eens langs" van Karel Prior. Op zijn naam staat ook een biografie van de ploegleider Kees Pellenaars.
Huyskens was een Limburger in hart en nieren met een humoristische inborst, hetgeen tot uitdrukking kwam in zijn journalistieke werk en zijn teksten in het Maaslands dialect. Hij schreef onder meer een heilige mis en de musical Stjeelse Druimerie.

Hij was een groot promotor van de Limburgse en Roermondse volkscultuur en hij droeg bij aan menige theatershow en carnavalsrevue. Hij schreef tevens een groot aantal declamaties voor de jaarlijkse herdenkingen door de veteranen en nabestaanden rond het Nationaal Indië-monument 1945-1962, waarbij hij tevens als ceremoniemeester optrad. 
In 1991 werd hij voor zijn vele verdiensten benoemd tot Ridder in de Orde van Oranje-Nassau en in 2001 werd hij, ter gelegenheid van zijn vijftigjarig jubileum als journalist, benoemd tot ereburger van Roermond. Huyskens was in 1970 stadsprins van de Roermondse carnavalsvereniging D'n Uul. In 1985 werd hij onderscheiden met de Orde van de Gulden Humor, een prijs van de gezamenlijke Limburgse carnavalsverenigingen.
In 2000 werd Huyskens na een vakantie getroffen door een herseninfarct waardoor schrijven en praten voor hem bemoeilijkt werd en zijn wereld steeds kleiner werd.